# Gustav Scheinpflug
Gustav Bernhard Scheinpflug (* 23. November 1867 in Zeulenroda; † 18. September 1932 ebenda) war ein deutscher Baumeister und Politiker.

## Leben
Scheinpflug war der Sohn des Böttchermeisters Gustav Heinrich Scheinpflug und dessen Ehefrau Auguste Therese geborene Schlegel. Er war evangelisch-lutherischer Konfession und heiratete am 13. August 1912 in London Frida Alma Paul (* 18. August 1891 in Zeulenroda; † 25. Juli 1976 in Ost-Berlin), die Tochter des Maurers Karl August Franz Paul aus Zeulenroda.
Er machte eine Lehre bei Maurermeister Heinrich Seelings. Nach der Lehre absolvierte er einen freiwilligem Dienst im „Königlichen Kommando des Eisenbahnregiments“ und den 3-jährigen Wehrdienst. Im Jahr 1892 machte er sich mit einem Baugeschäft selbstständig. Scheinpflug lebte als Maurer- und Baumeister in Zeulenroda. Er war dort verantwortlicher Bauleiter beim Bau der Zeulenroder Volksschule, der Filiale der Thüringischen Staatsbank, des Kaiserlichen Postamts und vieler anderer Bauten.
Er vertrat konservative Positionen. Er war Mitglied im Stadtrat von Zeulenroda und dort von 1899 bis 1912 Vorsitzender. Vom 12. Dezember 1906 bis zum 13. November 1911 gehörte er dem Greizer Landtag an. In der Weimarer Republik wurde er Mitglied der DNVP. Er war Mitglied des kirchengemeinschaftlichen Vorstands in Zeulenroda.
Die Gustav-Scheinpflug-Straße in Zeulenroda ist nach ihm benannt.